# Onisimus barentsi
Onisimus barentsi är en kräftdjursart som först beskrevs av Stebbing 1894.  Onisimus barentsi ingår i släktet Onisimus och familjen Uristidae. Inga underarter finns listade i Catalogue of Life.